# الخندق 11 (فلم)
الخندق 11 (بالإنجليزية: Trench 11) هو فيلم رعب وإثارة تم إنتاجه في كندا وصدر سنة 2017 بطولة روسيف ساذرلاند وروبرت ستادلوبر.

## القصة
في الأيام الأخيرة من الحرب العالمية الأولى، يتم إرسال وحدة عسكرية للتحقيق في منشأة ألمانية مهجورة غامضة تقع في أعماق الأرض لكن ما يكتشفونه هو غاية في الرعب.

## وصلات خارجية
- مقالات تستعمل روابط فنية بلا صلة مع ويكي بيانات

- الخندق 11 على IMDb
- الخندق 11 على Rotten Tomatos